# Aleksandrowice (województwo dolnośląskie)
Aleksandrowice (niem. Alexanderwitz) – wieś w Polsce położona w województwie dolnośląskim, w powiecie wołowskim, w gminie Wińsko.
Według danych z 2011 roku miejscowość zamieszkiwały 72 osoby.

## Podział administracyjny
W latach 1975–1998 miejscowość administracyjnie należała do województwa wrocławskiego.

## Nazwa
Aleksandrowice wymienione są w bulli papieża Jana XXII pod rokiem 1326 jako Lexandrouicz, gdy w dokumencie wspomniany został Stefan z Aleksandrowic, rektor szkoły w Bierutowie.
9 grudnia 1947 ustalono urzędową polską nazwę miejscowości – Aleksandrowice, określając drugi przypadek jako Aleksandrowic, a przymiotnik – aleksandrowicki.